# Coppa Bernocchi 2006
La Coppa Bernocchi 2006, ottantottesima edizione della corsa e valida come evento dell'UCI Europe Tour 2006 categoria 1.1, si svolse il 17 agosto 2006 su un percorso di 200 km. Fu vinta dall'italiano Danilo Napolitano che terminò la gara in 4h37'15", alla media di 43,282 km/h.
Partenza con 148 ciclisti, dei quali 94 portarono a termine il percorso.

## Ordine d'arrivo (Top 10)
| Pos. | Corridore           | Squadra           | Tempo    |
| ---- | ------------------- | ----------------- | -------- |
| 1    | Danilo Napolitano   | Lampre            | 4h37'15" |
| 2    | Giosuè Bonomi       | Barloworld        | s.t.     |
| 3    | Luca Paolini        | Liquigas          | s.t.     |
| 4    | Marco Marcato       | 3C Casalinghi Jet | s.t.     |
| 5    | Daniele Callegarin  | 3C Casalinghi Jet | s.t.     |
| 6    | Kristof Szczawinski | Ceramica Flaminia | s.t.     |
| 7    | Crescenzo D'Amore   | Acqua & Sapone    | s.t.     |
| 8    | Paolo Bossoni       | Tenax             | s.t.     |
| 9    | Fabio Sacchi        | Milram            | s.t.     |
| 10   | Antonio D'Aniello   | Miche             | s.t.     |